# Shark Island (Wyspy Dziewicze)
Shark Island – mała skalista wysepka na Wyspach Dziewiczych Stanów Zjednoczonych.
Ma 9,7 m wysokości i jest położona 0,48 km na północny wschód od Prettyklip Point na Saint Thomas.